# Јанис Кунелис
Јанис Кунелис (грч. Γιάννης Κουνέλλης; na Западу познат као Janis Kounelis; Пиреј, 23. март 1936) је грчки сликар и вајар, познат по коришћењу пронађених предмета у својим делима, те као један од представника покрета уметност повера.